# Hau mich blau
Die Wortfolge „Hau mich blau“ (auch in der Schreibweise Hau-mich-blau) oder in Zusammenschreibung die Bezeichnung Haumichblau finden im deutschen Sprachraum Verwendung bei unsinnigen Aufträgen sowohl bei Aprilscherzen als auch bei den sogenannten Ausbildungsinitiationsriten. Die Bezeichnung ist teils auch als verkürzte Verballhornung in Form von Haumiblau anzutreffen, die zugleich der in vielen deutschen und niederdeutschen Dialekten gebräuchlichen Wortfolge Hau mi blau entspricht.

## Geschichte
Die Scherzfrage nach „Hau mich blau“ in Form des unsinnigen und nicht zu erfüllenden, aber glaubhaft klingenden Auftrags, eine Packung, Portion, Tüte o. Ä. „Hau-mich-blau“, „Haumichblau“ oder „Haumiblau“ zu besorgen, wurde vor allem früher vielfach dazu benutzt, um jemanden „in den April zu schicken“. Insbesondere gegenüber kleinen Kindern wurde der Scherz teils auch ganzjährig verwendet.
Außerdem gehört der Brauch zu den unsinnigen Besorgungsaufträgen, die als Scherze auf Kosten von Auszubildenden oder anderen Berufsanfängern vor allem im 19. Jahrhundert und bis in die zweite Hälfte des 20. Jahrhunderts getätigt wurden. Dabei kommt hinzu, dass infolge der damals üblichen Schuljahrsregelungen der Beginn von Ausbildungen etc. meistens zum 1. April erfolgte. Der unsinnige Auftrag zur Besorgung von „Hau-mich-blau“ wurde berufsübergreifend gerne als Ausbildungsinitiationsritus benutzt und u. a. vorzugsweise in Hamburg verwendet. Im weitesten Sinne kann der früher weit verbreitete „Hau-mich-blau“-Scherz zu den sogenannten Übergangsriten beim Übergang vom Schüler zum Lehrling und Berufsanfänger gerechnet werden.
Das „Opfer“ des Scherzes wurde meist in eine Apotheke, einen Kaufmannsladen oder zu einem Kiosk o. Ä. geschickt, um das „dringend benötigte Hau-mich-blau“ zu beschaffen. Die unvermeidlich ergebnislose Rückkehr des „Gefoppten“ sorgte dann beim Auftraggeber und etwaigem Publikum für Gelächter und eine milde Form von Schadenfreude über die Ahnungslosigkeit des so Verspotteten, oft auch bereits in der „Verkaufsstätte“ selbst. Es finden sich aber auch Beispiele, bei denen es dem auserkorenen „Opfer“ gelang – teils mit Hilfe des indirekt beteiligten „Verkäufers von ‚Hau-mich-blau‘“ –, einen plötzlichen Rollenwechsel vorzunehmen („den Spieß umzudrehen“) und statt seiner den Auftraggeber reinzulegen.
Die Wortfolgen-Bezeichnung „Hau-mich-blau“ wird durch Addition von Einzelwörtern gebildet und gehört damit zu einem besonders beliebten Scherzfragentypus, wie auch die Häufigkeit der vorkommenden Varianten und verballhornten Bezeichnungen bestätigt. Die Verwendung der Bezeichnung lässt sich etwa ab dem 18. Jahrhundert nachweisen, ist aber möglicherweise noch früher erfolgt, da der Brauch des „In-den-April-Schickens“ nachweislich bereits im 16. Jahrhundert aufkam. Beispielsweise registriert u. a. eine 1906 erschienene Begriffssammlung zu mecklenburgischen Volksüberlieferungen beim Thema „Aprilschicken“ von Kindern auch die Bezeichnung „Hau mich blau“ und bezieht sich dabei auf eine Publikation von Oskar Dähnhardt aus dem Jahr 1898, während die Zeitschrift für deutsche Mundarten im Jahr 1913 die Redewendung „da gibt’s Hau-mich-blau“ verzeichnet. Zudem sind auch mundartliche Varianten anzutreffen, wie zum Beispiel in den niederdeutschen Dialekten als „Hau mi blau“ oder in Zusammenschreibung „Haumiblau“, sowie im Banatschwäbischen als „Haumichbloo“. Der Scherz war weit verbreitet und wurde in vielen deutschsprachigen Ländern und Regionen Europas in gleicher oder ähnlicher Weise benutzt.
In der Volkssprache verselbständigte sich die Scherzfragen-Bezeichnung Hau-mich-blau teils als synonyme Wortgruppen-Bezeichnung für „einen kleinen Jungen“.

## Verwendungsbeispiele

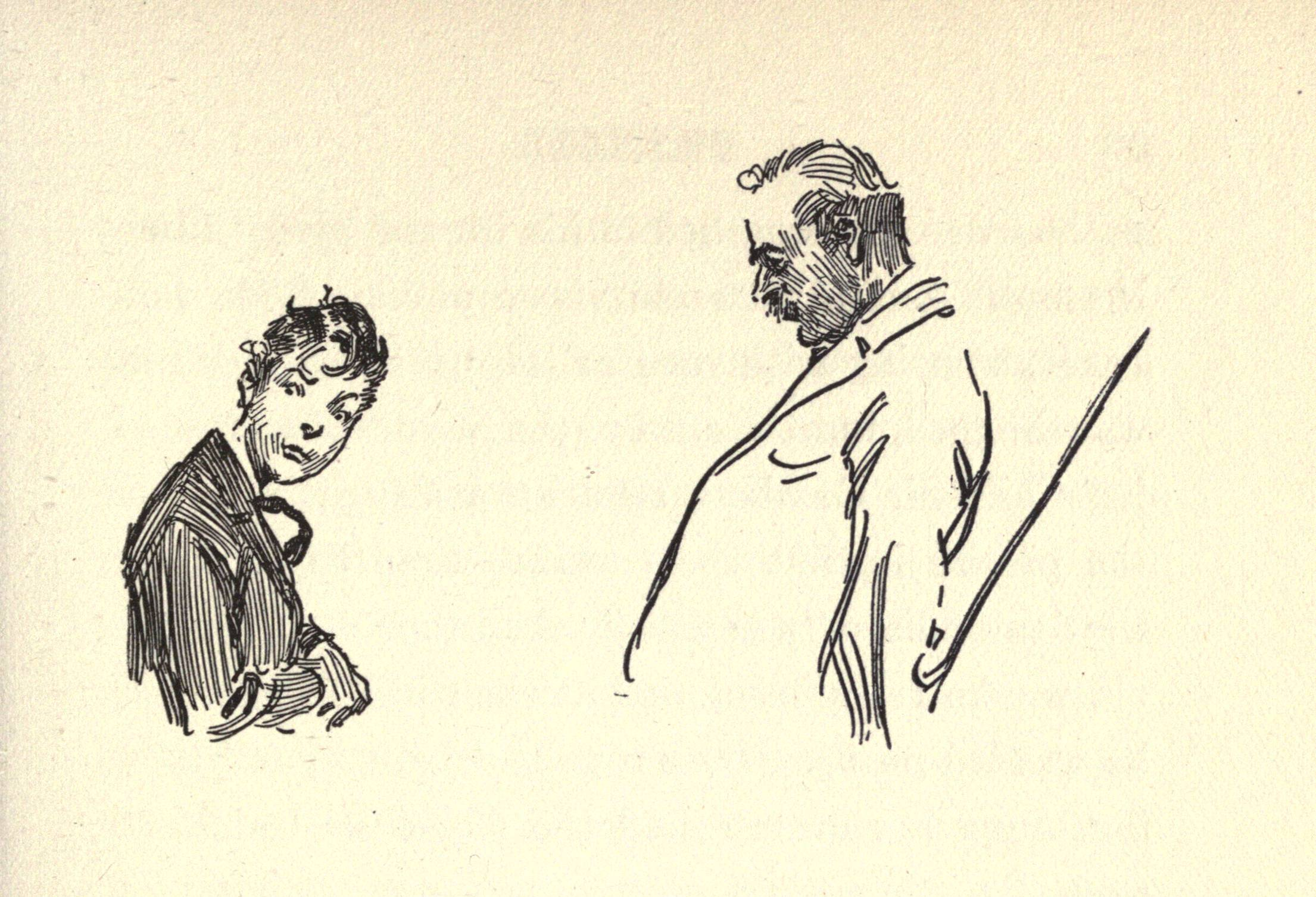
Zitat aus der deutschen Ausgabe des Romans Butterfield 8 von John O’Hara:
„Geh mal zum Kaufmann und hol eine Portion Hau-mich-blau. Der Kaufmann sagt: Was willst du? Und was sagst du dann?“
„Hau-mich-blau.“ Und dann: „Aua!“

Der Scherz ist als Aprilscherz oder Ausbildungsinitiationsritus in einer Reihe von autobiografischen und biografischen Büchern sowie in Zeitzeugenberichten anzutreffen, wird aber auch in belletristischen Werken verarbeitet. Beispiele dafür finden sich unter anderem:
- im autobiografischen Erlebnisbericht von Heinrich Hochhaus (* 1919), der als Jagdflieger am Zweiten Weltkrieg teilnahm und 1997 seine Erinnerungen unter dem Titel Für fünf Pfennig Haumichblau – Ein junger Mann in den Schrecknissen des Krieges veröffentlichte. Hochhaus erzählt darin ein Erlebnis als Schüler, als man ihn in die Drogerie Holler geschickt habe, um für fünf Pfennig Haumichblau zu kaufen. Der Drogist, Herr Holler, habe sich seinen Kaufwunsch angehört und ihn dann ohne Ware, aber mit der Botschaft zurückgeschickt, dass es Haumichblau erst ab fünfzig Pfennig gebe und zudem vom Auftraggeber selbst abgeholt werden müsse. (Frieling, Berlin 1997, ISBN 3-8280-0270-6, S. 76)
- im autobiografischen Erlebnisbericht Gottfried und der dritte Soldat – Erinnerungen eines Siebenbürgers Jahrgang ’42 von Ernst Gerhard Seidner (* 1942), der in seinem Geburtsort Hermannstadt in Siebenbürgen aufwuchs und in seinem Buch u. a. erzählt, wie er dort als jüngstes von vier Kindern oft für Besorgungen zur benachbarten Kolonialwarenhändlerin, Frau Mandotscha, geschickt worden sei. Eines Tages habe er vom älteren Bruder Walter den Auftrag erhalten, für einen Leu „Hau mich blau“ für die Mutter zu kaufen. Frau Mandotscha sei jedoch ratlos gewesen und habe für kurze Zeit ihren Laden geschlossen, um sich mit seiner erstaunten Mutter zu beraten, die vom Auftrag selbst nichts gewusst habe. Beide Frauen, so Seidner, haben dann „Hau mich blau“ langsam hergesagt und plötzlich zu lachen begonnen. (Hora-Verlag, Hermannstadt 2003, ISBN 973-8226-22-8, S. 27)
- in der von Marie-Luise von der Leyen bearbeiteten Biografie von Max Mannheimer (1920–2016), Drei Leben – Erinnerungen, die 2012 herauskam. Darin erzählt Mannheimer bei seinen Kindheitserinnerungen von einer Episode, bei der er als damals Sechs- oder Siebenjähriger – also 1926 oder 1927 – an einem ersten April in seinem Geburtsort Neutitschein (heute Nový Jičín in Tschechien) von einem der für gewöhnlich am dortigen Stadtplatz auf Kundschaft wartenden und ihm bekannten Taxifahrer, Herrn Schattel, eine Krone erhalten und in eine nahegelegene Apotheke geschickt worden sei, um „Hau mich blau“ zu besorgen. Er habe jedoch eine Tüte Gummibonbons gekauft und dann Herrn Schattel auf dessen Vorhalt hin „mit Unschuldsmiene“ belogen, er habe das Gewünschte verlangt und daraufhin die Bonbons erhalten. „Kannst es behalten“, habe ihm dann Herr Schattel „ein bisschen brummig“ gesagt, weil er vom Knaben Mannheimer reingelegt worden sei, da er doch eigentlich diesen habe reinlegen wollen. (DTB, München 2012, ISBN 978-3-423-24953-9, S. 8)

- im Roman Butterfield 8 von John O’Hara, der in den 1930er Jahren in New York spielt und in dem O’Hara seine Protagonisten u. a. Kindheitserlebnisse austauschen lässt, ist in der literarischen Übertragung ins Deutsche von Klaus Modick folgende Episode enthalten:

„Sie sprachen über ihre Kindheitserlebnisse (es ist immer wunderbar, wenn man durch gemeinsame Kindheitserinnerungen dahinterkommt, wie klein Amerika doch ist). […]
‚Geh mal zum Kaufmann und hol eine Portion Hau-mich-blau. Der Kaufmann sagt: Was willst du? Und was sagst du dann?‘
‚Hau-mich-blau.‘ Und dann: ‚Aua!‘“

In der Originalversion von John O’Haras Butterfield 8 im amerikanischen Englisch ist an dieser Stelle ein in den Vereinigten Staaten geläufiger Scherz mit der Bezeichnung „Pinch-me“ (deutsch „Kneif-mich“) enthalten.
- im Kinderbuch Haumiblau – 208 Pfenniggeschichten für Kinder von Walter Kempowski, das 1986 erschienen ist und in dem Kempowski auch eine Geschichte über den titelstiftenden Aprilscherz erzählt. (Thienemann, München 1986, ISBN 3-570-06625-8)
- in der von der Ost-Akademie in Lüneburg herausgegebenen Zeitschrift Deutsche Studien, in der 1978 ein Zeitzeuge berichtet, dass er 1943 als Zweitklässler von einem älteren Schüler einen Groschen mit dem Auftrag erhalten habe, in der Apotheke „Hau mich blau“ zu holen. Der Apotheker sei freilich ein Menschenfreund gewesen und habe ihn nicht blamieren wollen; vielmehr habe dieser ein Stück Kork in eine Tüte zerbröselt, „Hau mich blau“ darauf geschrieben und den Groschen eingesteckt. Der ältere Schüler, der draußen gewartet habe, sei erstaunt und ganz enttäuscht gewesen, dass er nicht weinend aus der Apotheke gelaufen gekommen wäre. (Deutsche Studien, Band 17–18, Ost-Akademie Lüneburg 1978, ISSN 0012-0812, S. 308)
- in der regionalen Berichterstattung über Walter Konerding aus Hattingen, der nach seinen Angaben in den 1960er Jahren als damals Fünfjähriger vom Vater 50 Pfennig bekommen und an der Bude eine Tüte „Hau mich blau“ habe holen sollen. Als der Verkäufer dann grinsend mit einem Rohrstock um den Tresen herum gekommen sei, wäre ihm klar geworden, dass sein Vater einen Scherz gemacht habe und es „Hau mich blau“ nicht zu kaufen gebe. Das Erlebnis habe ihn immer wieder beschäftigt und fast 50 Jahre später, Anfang der 2010er Jahre, habe er als gelernter Möbeltischler eine Bonbonmaschine entwickelt, mit der nun eine Bonbonkocherei in Eckernförde spezielle Bonbons herstelle und tütenweise unter der Marke „hau mich blau“ verkaufe[11]

## Regionale Varianten
Im süddeutschen Raum sind neben Haumiblau auch die Begriffe Ibidum („Ich bin dumm“) und Oxdradium („Ochs, dreh dich um“, vgl. Küchenlatein) verbreitet, die in ähnlicher Weise verwendet werden, wie Haumiblau.